# Kang Hee-Chan
Kang Hee-Chan (n. 10 mai 1970) este un jucător de tenis de masă ce a reprezentat Coreea de Sud, medaliat olimpic. A participat la o ediție a Jocurilor Olimpice (1992) în care a câștigat o medalie de bronz.

## Participări
Lista de mai jos prezintă principalele competiții la care a participat Kang Hee-Chan de-a lungul carierei.
- table tennis at the 1992 Summer Olympics – men's doubles[*]